# Деревний шиншиловий щур Мачу-Пікчу
Cuscomys oblativus (деревний аброкома Мачу-Пікчу) — це великий вид південно-американських аброком, відомий з рештків, знайдених у 1912 році, похованих поруч з людьми в стародавніх гробницях інків в Мачу-Пікчу в Перу. Хоча вважаються вимерлими, згідно з МСОП, на фото гризунів (зробленому на Мачу-Пікчу в кінці 2009 року), ймовірно, зображений цей вид.
Спочатку Cuscomys oblativus був направлений у рід Abrocoma, однак недавні дослідження показали, що C. oblativus більш тісно пов'язаний з Cuscomys ashaninka, видом відкритим у 1999 році.